# Rūsiņš Mārtiņš Freivalds
Rūsiņš Mārtiņš Freivalds (10 de novembro de 1942 — 4 de janeiro de 2016) foi um cientista da computação e matemático letão.